# Hai (district)
Pour les articles homonymes, voir Hai.
Hai est l'un des six districts de la région du Kilimandjaro en Tanzanie.